# Lumbricillus sapitus
Lumbricillus sapitus är en ringmaskart som beskrevs av Shurova 1979. Lumbricillus sapitus ingår i släktet Lumbricillus och familjen småringmaskar. Inga underarter finns listade i Catalogue of Life.